# Романов, Борис Николаевич
Бори́с Никола́евич Рома́нов (1937—2014) — советский трековый велогонщик, выступал за сборную СССР во второй половине 1950-х — первой половине 1960-х годов. Многократный чемпион всесоюзных и всероссийских первенств в различных трековых дисциплинах, участник летних Олимпийских игр в Мельбурне. На соревнованиях представлял спортивное общества «Спартак» и «Труд». Мастер спорта СССР (1956). Мастер спорта международного класса.

## Биография
Борис Романов родился в 1937 году в Туле.
Активно заниматься велоспортом начал в раннем детстве, проходил подготовку на местном велотреке, состоял в тульском добровольном спортивном обществе «Труд». Первого серьёзного успеха на треке добился в 1955 году, когда стал чемпионом СССР в гите на 1 км. Впоследствии ещё четыре раза побеждал на всесоюзных первенствах в этой дисциплине (1957, 1959, 1960, 1965), кроме того в 1960 году был чемпионом в спринте.
В 1956 году, одержав победу в спринте на Спартакиаде народов СССР, Романов удостоился права защищать честь страны на летних Олимпийских играх в Мельбурне, где сумел дойти до стадии четвертьфиналов и проиграл представителю Новой Зеландии Уоррену Джонстону. Год спустя побывал на чемпионате мира в бельгийском Рокуре, дошёл в спринте до полуфинала и занял четвёртое место.
Оставался действующим спортсменом в общей сложности в течение двадцати двух лет, за это время неоднократно становился победителем всероссийских первенств, побеждал в международных матчевых встречах со сборными Франции и ФРГ, победил на третьих Международных спортивных играх молодёжи в Москве, установил множество рекордов в различных трековых дисциплинах. За выдающиеся спортивные достижения удостоен почётного звания «Мастер спорта СССР международного класса».
После завершения карьеры велогонщика работал тренером по велоспорту в тульской детско-спортивной школе. Ввёл в арсенал тактических и технических приёмов спринтеров маневренный стиль езды с быстрой переменой ритма. В 1963 году написал книгу-автобиографию «От Мельбурна до Токио».
Умер 10 февраля 2014 года.